# Ophiomyia alternantherae
Ophiomyia alternantherae este o specie de muște din genul Ophiomyia, familia Agromyzidae, descrisă de Spencer în anul 1963. Conform Catalogue of Life specia Ophiomyia alternantherae nu are subspecii cunoscute.